# Platygaster victoriae
Platygaster victoriae är en stekelart som beskrevs av Macgown 1979. Platygaster victoriae ingår i släktet Platygaster och familjen gallmyggesteklar. Inga underarter finns listade i Catalogue of Life.